# São Francisco de Paula (Rio Grande do Sul)
São Francisco de Paula egy község (município) Brazíliában, Rio Grande do Sul állam északkeleti határán, a Gaúcho-hegység (Serra Gaúcha) Campos de Cima da Serra vidékén. 2021-ben becsült népessége 21 871 fő volt.

## Története
A 18. század előtt a vidéken kaágua (caaguaras) indiánok laktak, akik a Geral-hegységben letelepedetten éltek. Az úgynevezett Coroados hegyvidéki törzs tagjaiként ők tekinthetők a régiót benépesítő őslakosok utolsó képviselőinek. A tupik irayti-inhacame-knak nevezték őket, ami azt jelenti, hogy „viaszos fejűek”, mivel viasszal beborított koszorúkat viseltek a fejükön. A 18. század elején számuk megtizedelődött, mivel áldozatul estek a portugál szerencsevadászok betöréseinek és az általuk behozott betegségeknek. A hely több, mint fél évszázadig lakatlan volt, majd a század végén a bandeirantek ismét visszatértek, hogy igavonókat fogjanak be Minas Gerais bányáihoz. A hajcsárok mozgása, az utak létesítése vezetett a környék első településmagjainak kialakulásához.
A mai községközpont Pedro da Silva Chaves portugál százados jóvoltából alakult ki, aki Rio Grande do Sul egyik első telepeseként egy leuga földet és ötven marhát adományozott az egyháznak egy új település létrehozásához. A felépülő kápolnát Chaves javaslatára Paolai Szent Ferencnek (São Francisco de Paula) dedikálták, és a település neve São Francisco de Paula de Cima da Serra lett. Chaves százados 1777-es végrendeletében meghagyta, hogy a kápolna főoltárában temessék el. 1852-ben plébánia rangjára emelték és Santo Antônio da Patrulha kerületévé nyilvánították, 1878-ban pedig önálló községgé alakult São Francisco de Paula de Cima da Serra néven, 1889-ben azonban megszűnt független státusza, és Taquara kerülete lett. 1902-ben ismét függetlenedett, és 1903-ban véglegesen önálló községgé alakult. Neve 1920-ban São Francisco de Paulára rövidült.
Az 1923-as felkelés során (mikor a kormányzóválasztás után az Assis Brasilt támogató szövetség tagjai fellázadtak Borges de Medeiros kormányzó ellen) több összecsapás színhelye volt. 1927-ben bevezették az áramot. A 20. század közepén agrárközségként írják le, a lakosok fő foglalkozása a mezőgazdaság, méhészet, állattenyésztés volt.

## Leírása
Székhelye São Francisco de Paula, további kerületei Cazuza Ferreira, Eletra, Juá, Lajeado Grande, Rincão dos Kroeff, Tainhas. A községközpont az állami székhelytől 100 kilométerre északkeletre helyezkedik el, 912 méteres magasságban. Magassága és az ebből adódó kiváltságos éghajlata miatt kedvelt üdülőhely. Legmagasabb pontja az 1083 méteres Morro Cerrito.
Gazdasága az elsődleges szektor (szója, alma, fokhagyma termesztése, szarvasmarha-tenyésztés) és a szolgáltatások között oszlik meg, ipara nem jelentős. A lakosok mintegy kétharmada lakik városon.
A községben található a São Francisco de Paula Nemzeti Erdő („floresta nacional” – brazíliai természetvédelmi területtípus, amelyet túlnyomórészt őshonos fajok borítanak, a természeti erőforrásokat pedig fenntarthatóan aknázzák ki). Területe 1606 hektár, magassága 600-900 méter, és az Atlanti-parti Esőerdő Rezervátum részét képezi. Az őshonos fajok mintegy 900 hektárt foglalnak el, a fennmaradó részen kereskedelmi célú fajokat (Araucaria angustifolia, Pinus taeda, Pinus elliottii) termesztenek. Az állatokat illetően több mint 210 madárfaj képviseli magát; az emlősök közül jellemző a barna bőgőmajom, sörényes farkas, puma. Két ökológiai tanösvény áll a látogatók rendelkezésére. Ezen felül a község területére esik a Tainhas állami park (Parque Estadual do Tainhas) egy része is, amely a Tainhas folyó völgyében, a Taperinha és a Junco patakok közötti szakaszon található délfenyő-erdőket, mezőket és mocsarakat védi.
São Francisco de Paula az úgynevezett Hortenzia-vidék (Região das Hortênsias) része; ez Brazília egyik fontos turisztikai célpontja, amely különösen a téli szezonban népszerű. Itt van a végpontja a Rota Romântica útvonalnak, a túlnyomórészt német jellegű községeket összekötő tematikus turistaútnak.